# FK Lokomotīve Dyneburg
Lokomotīve Dyneburg (łot. Futbola klubs „Lokomotīve Daugavpils”) – łotewski klub piłkarski z siedzibą w mieście Dyneburg, w południowo-wschodniej części kraju.

## Historia
Chronologia nazw:
- 19??: Lokomotīve Dyneburg
- 19??: klub rozwiązano
- 1994: Lokomotīve Dyneburg
- 1997: klub rozwiązano

Klub piłkarski Lokomotīve został założony w mieście Dyneburg w 1994 roku. Chociaż wcześniej już istniał w mieście klub o tej samej nazwie. W 1968 zespół startował w pierwszej lidze mistrzostw Łotewskiej SRR, w 1969 znów grał w pierwszej lidze, a potem występował w niższych klasach dopóki nie został rozwiązany.
W 1994 roku klub został reaktywowany i startował w rozgrywkach pierwszej ligi, gdzie zajął czwarte miejsce. W następnym sezonie był drugim i zdobył awans do najwyższej ligi. Do kierowania zespołem został zaproszony były szkoleniowiec Daugavy lat osiemdziesiątych. W pierwszym sezonie na najwyższym szczeblu zespół uplasował się na 8.miejscu. W kolejnym sezonie 1997 znów zajął 8.miejsce. Jednak z powodu problemów finansowych klub został rozwiązany, a jego miejsce w następnym sezonie zajął FK Rezekne.

## Sukcesy

### Trofea międzynarodowe
Nie uczestniczył w rozgrywkach europejskich (stan na 31-12-2017).

### Trofea krajowe
| \| \| Zdobyte trofea w rozgrywkach Łotwy (stan na: 31-12-2017) \| |                                                          |      |            |
| Rozgrywki                                                         | Osiągnięcie                                              | Razy | Sezon(y)   |
| Mistrzostwo                                                       | I miejsce                                                | 0    |            |
| Mistrzostwo                                                       | II miejsce                                               | 0    |            |
| Mistrzostwo                                                       | III miejsce                                              | 0    |            |
| Mistrzostwo                                                       | 8.miejsce                                                | 2    | 1996, 1997 |
| · Puchar                                                          | zdobywca                                                 | 0    |            |
| · Puchar                                                          | finalista                                                | 0    |            |
| · Puchar                                                          | ćwierćfinalista                                          | 1    | 1997       |
| II liga                                                           | I miejsce                                                | 0    |            |
| II liga                                                           | II miejsce                                               | 1    | 1995       |
| II liga                                                           | III miejsce                                              | 0    |            |
| Łotwa                                                             | Zdobyte trofea w rozgrywkach Łotwy (stan na: 31-12-2017) |      |            |

## Stadion
Klub rozgrywał swoje mecze domowe na stadionie Celtnieks w Dyneburgu, który może pomieścić 5000 widzów.

## Trenerzy
...
- 1994–1995:  Mihails Iljašovs
- 1996–1997:  Jānis Skredelis